# 埃里克·施皮克曼
埃里克·施皮克曼（德語：Erik Spiekermann，1947年5月30日—），德国字体设计师、平面设计师。现为不来梅艺术大学和艺术中心设计学院荣誉教授。

## 生平

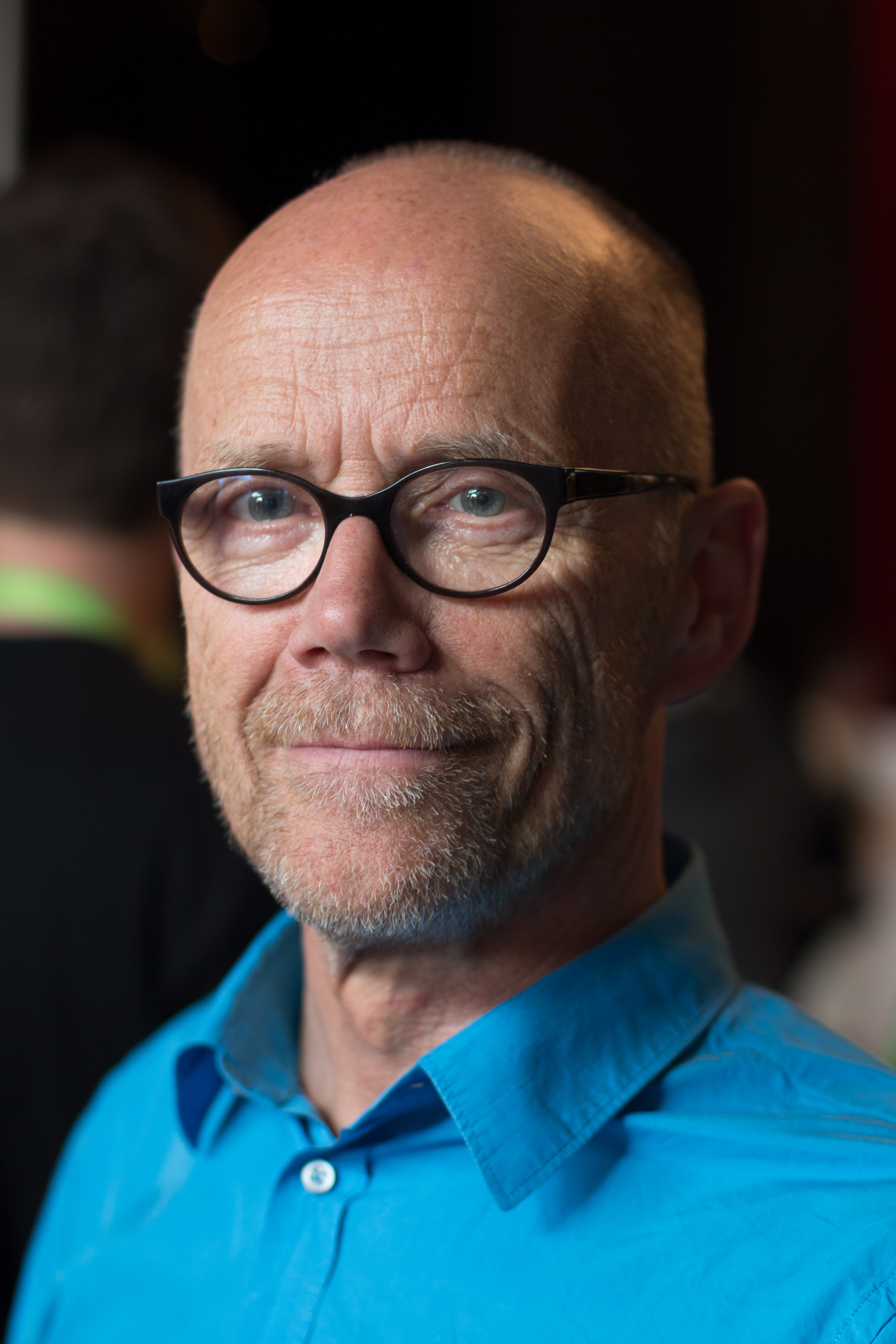
2014年的施皮克曼

施皮克曼曾于柏林自由大学学习美术史，并在自家地下室经营凸版印刷工坊。他于1972年至1979年间在伦敦从事自由设计师工作，之后返回柏林与两位合作伙伴成立了MetaDesign设计公司。
1989年，施皮克曼和当时的妻子琼·施皮克曼（Joan Spiekermann）成立了首家邮购数字字体经销商FontShop，是FontShop International的前身。2001年，施皮克曼退出了MetaDesign管理层，之后创立了新公司United Designers Network（UDN），在伦敦、柏林和旧金山设有办公室。2007年1月，UDN更名为SpiekermannPartners，后又于2009年1月与荷兰设计事务所Eden Design & Communication合并为Edenspiekermann。
2006年4月，艺术中心设计学院因施皮克曼在设计领域的贡献授予其名誉博士学位。他与克里斯蒂安·施瓦茨共同设计的德国铁路系列字体获得2007年德国设计奖。2007年5月，施皮克曼成为欧洲设计大奖名人堂的首位入选设计师。

## 作品
施皮克曼设计了诸多商业字体，也为诸多企业设计项目定制了字体，与他人合著《字体的魔力》一书。他还参与了众多企业识别设计及其他的设计工作，包括重新设计《经济学人》和《理性》杂志。

### 字体作品
- ITC Officina Sans、ITC Officina Serif（1990年）
- FF Meta（1991年–1998年）
- FF Info（2000年）
- Nokia Sans（2002年–2011年，作为诺基亚的企业字体和塞班S60的界面字体）[7]
- FF Unit（2003年）
- FF Meta Serif（2007年，与克里斯蒂安·施瓦茨（英语：Christian Schwartz）和克里斯·索尔斯比（英语：Kris Sowersby）共同设计）
- FF Unit Slab（2009年，与克里斯蒂安·施瓦茨和克里斯·索尔斯比共同设计）
- Fira Sans（2013年，与Ralph du Carrois合作设计[8]，作为Firefox OS的系统字体）

## 获奖记录
- 2003年：赫里特·诺尔泽奖（英语：Gerrit Noordzij Prize）
- 2007年：德国设计奖（英语：German Design Award）、欧洲设计大奖（英语：European Design Award）名人堂、英国皇家工业设计师（英语：Royal Designers for Industry）称号
- 2011年：德国设计奖终身成就奖[9]